# Greg Bennett
Greg Sydney Bennett (* 2. Januar 1972 in Sydney) ist ein ehemaliger, in Australien geborener Duathlet und Triathlet, der später für die Vereinigten Staaten startete. Er ist zweifacher Triathlon-Weltcup-Sieger (2002, 2003), Vizeweltmeister Duathlon (2002) und Olympiastarter (2004).

## Werdegang
Greg Bennett war bereits seit seinem 15. Lebensjahr im Triathlon aktiv, startete seit 1994 als Profi und er wurde mehrfacher australischer Triathlon-Meister (1998, 1999 und 2000). 
Er startete für den Verein Mosman und er wurde trainiert von Lance Watson und Brett Sutton.
2002 wurde Bennett Duathlon-Vizeweltmeister hinter dem Briten Tim Don. 2002 gewann er auch den Triathlon World Cup und er konnte diesen Titel im Folgejahr erfolgreich verteidigen.

### Olympische Sommerspiele 2004
Bei den Olympischen Sommerspielen wurde er 2004 Vierter und 2007 wurde er vom Triathlete Magazine zum „Triathlete of the year“ ernannt.
Im August 2009 wurde er bei einem Verkehrsunfall verletzt, konnte aber Ende September in Augusta schon wieder einen Sieg auf der Mitteldistanz für sich verbuchen.
Er besitzt auch die US-amerikanische Staatsbürgerschaft und startete seit 2010 für das US-Team. Bennett nahm bei über 80 Weltcup-Rennen der International Triathlon Union (ITU) teil, gewann sechs davon und stand 26 mal auf dem Podium.
Im September 2014 belegte Bennett in China den 15. Rang bei der Weltmeisterschaft auf der Triathlon-Langdistanz. Seit 2015 tritt Greg Bennett nicht mehr international in Erscheinung.

### Privates
Greg Bennett ist seit 2004 mit der ehemaligen US-amerikanischen Profi-Triathletin Laura Bennett (* 1975) verheiratet und die beiden leben in Boulder, Colorado.

## Sportliche Erfolge
| Datum/Jahr    | Rang | Wettbewerb                               | Austragungsort     | Zeit        | Bemerkung                                                             |
| ------------- | ---- | ---------------------------------------- | ------------------ | ----------- | --------------------------------------------------------------------- |
| 31. Aug. 2014 | 7    | Hy-Vee Triathlon 5150                    | Des Moines         | 01:46:00    | U.S. Championships                                                    |
| 7. Aug. 2011  | 2    | 5150 New York                            | New York City      | 01:49:05    |                                                                       |
| 10. Juli 2011 | 3    | 5150 Boulder                             | Boulder (Colorado) | 01:53:53    |                                                                       |
| 12. Sep. 2010 | 14   | ITU World Triathlon Series 2010          | Budapest           | 01:44:05    | im siebten und letzten Rennen der Saison                              |
| 21. Aug. 2010 | 25   | ITU Sprint Triathlon World Championships | Lausanne           | 00:54:26    | über die halbe olympische Distanz hinter dem Sieger Jonathan Brownlee |
| 11. Apr. 2010 | 7    | ITU World Triathlon Series 2010          | Sydney             | 01:51:53    | beim Auftaktrennen der Saison 2010                                    |
| 3. Juni 2007  | 3    | Escape from Alcatraz Triathlon           | San Francisco      |             |                                                                       |
| 2005          | 1    | Laguna Phuket Triathlon                  | Phuket             |             |                                                                       |
| 26. Aug. 2004 | 4    | Olympische Sommerspiele 2004             | Athen              | 01:51:41,58 |                                                                       |
| 2003          | 1    | ITU Triathlon World Cup                  |                    |             |                                                                       |
| 9. Nov. 2002  | 4    | ITU Triathlon World Championships        | Cancún             | 01:51:27    |                                                                       |
| 2002          | 1    | ITU Triathlon World Cup                  |                    |             |                                                                       |
| 2. Sep. 2001  | 8    | Goodwill Games                           | Brisbane           | 01:49:42,37 | [ 5 ]                                                                 |
| 30. Apr. 2000 | 10   | ITU Triathlon World Championships        | Perth              | 01:52:25    |                                                                       |
| 11. Sep. 1999 | 22   | ITU Triathlon World Championships        | Montreal           | 01:47:06    |                                                                       |
| 9. Mai 1999   | 1    | OTU Triathlon Oceania Championships      | Mooloolaba         | 01:53:10    | Sieger bei der Ozeanischen Triathlon-Meisterschaft                    |
| 30. Aug. 1998 | 15   | ITU Triathlon World Championships        | Lausanne           | 01:57:26    |                                                                       |
| 16. Nov. 1997 | 5    | ITU Triathlon World Championships        | Perth              | 01:49:47    |                                                                       |
| 24. Aug. 1996 | 4    | ITU Triathlon World Championships        | Cleveland          | 01:41:02    |                                                                       |
| 12. Nov. 1995 | 12   | ITU Triathlon World Championships        | Cancún             | 01:51:04    |                                                                       |
| 27. Nov. 1994 | 14   | ITU Triathlon World Championships        | Wellington         | 01:53:52    |                                                                       |

| Datum/Jahr    | Rang | Wettbewerb             | Austragungsort       | Zeit     | Bemerkung                                                                                    |
| ------------- | ---- | ---------------------- | -------------------- | -------- | -------------------------------------------------------------------------------------------- |
| 26. Apr. 2015 | 5    | Ironman 70.3 Texas     | Galveston Island     | 03:56:41 |                                                                                              |
| 4. Mai 2014   | 4    | Ironman 70.3 St. Croix | Saint Croix          | 04:10:56 |                                                                                              |
| 13. Apr. 2014 | 2    | Ironman 70.3 Florida   | Orlando              | 03:54:54 |                                                                                              |
| 2. Juni 2013  | 1    | Ironman 70.3 Raleigh   | Raleigh              | 03:51:24 | Greg Bennett gewinnt und seine Frau Laura kann die Wertung der Frauen für sich entscheiden.  |
| 7. Juli 2012  | 1    | Ironman 70.3 Muncie    | Muncie               | 02:00:24 | verkürzter Kurs                                                                              |
| 10. Juni 2012 | 2    | Eagleman Ironman 70.3  | Cambridge (Maryland) | 03:47:14 |                                                                                              |
| 2. Juni 2012  | 2    | Ironman 70.3 Hawaii    | Hawaii               | 03:53:41 | Zweiter hinter Lance Armstrong                                                               |
| 27. Sep. 2009 | 1    | Ironman 70.3 Augusta   | Augusta              |          | Greg Bennett gewann und seine Frau Laura konnte die Wertung der Frauen für sich entscheiden. |

| Datum/Jahr    | Rang | Wettbewerb                                      | Austragungsort | Zeit     | Bemerkung                                       |
| ------------- | ---- | ----------------------------------------------- | -------------- | -------- | ----------------------------------------------- |
| 21. Sep. 2014 | 15   | ITU Long Distance Triathlon World Championships | Weihai         | 05:42:06 | Triathlon-Weltmeisterschaft auf der Langdistanz |

| Datum/Jahr    | Rang | Wettbewerb                       | Austragungsort | Zeit | Bemerkung                                                                   |
| ------------- | ---- | -------------------------------- | -------------- | ---- | --------------------------------------------------------------------------- |
| 20. Okt. 2002 | 2    | ITU Duathlon World Championships | Alpharetta     |      | Duathlon-Vizeweltmeister mit einer Sekunde Rückstand auf den Briten Tim Don |

(DNF – Did Not Finish; DSQ – Disqualifiziert)